# Association Sportive Universitaire Lyonnaise Volley-ball (maschile)
L'Association Sportive Universitaire Lyonnaise Volley-ball è una società pallavolistica maschile francese con sede a Lione: milita nel campionato di Ligue A.

## Storia
Fondato nel 1945, il club tra la stagione 1950-51 ed 1954-55 milita nel massimo campionato francese, divisione dove milita anche tra le stagioni 1961-62 e 1971-72. Con la vittoria della Nationale 2, nella stagione 1980-81 ritorna in Nationale 1, categoria dove rimane per quattordici stagioni consecutive, ottenendo come miglior risultato una finale nella Coppa di Francia 1988-89, sconfitta dall'Association Sportive Fréjus.
A causa di problemi finanziari, la società viene retrocessa in Nationale 2 al termine della stagione 1992-93: per tutti gli anni novanta e l'inizio degli anni 2000, la squadra gioca tra il campionato di Nationale 2 e di Nationale 1, categoria dove accede nel 2000 e dalla quale retrocede nel 2002 e nel 2004.
Ritornata quindi nella serie cadetta, l'ASUL Lione vince il campionato al termine della stagione 2010-11, partecipando alla Ligue A 2011-12, retrocendo però immediatamente: nonostante tutto, nell'annata successiva, ottiene nuovamente la promozione, tornando a militare nella massima serie del campionato nella stagione 2013-14.

## Rosa 2015-2016
| N° | Nome              | Ruolo | Data di nascita   | Nazionalità sportiva |
| -- | ----------------- | ----- | ----------------- | -------------------- |
| 1  | Thiago Aranha     | S     | 25 settembre 1981 | Brasile              |
| 2  | Andrij Djačkov    | S     | 28 aprile 1985    | Ucraina              |
| 3  | Hugo Caporiondo   | P     | 11 gennaio 1995   | Francia              |
| 4  | Javier González   | P     | 21 gennaio 1983   | Cuba                 |
| 5  | Quentin Jouffroy  | C     | 5 luglio 1993     | Francia              |
| 6  | Axel Truhtchev    | S     | 29 aprile 1995    | Francia              |
| 7  | Mark McGivern     | C     | 24 febbraio 1983  | Regno Unito          |
| 8  | Aleksandăr Mitkov | S/O   | 9 ottobre 1986    | Bulgaria             |
| 9  | Tuani Valefuaniu  | C     | 16 maggio 1981    | Francia              |
| 10 | Wassim Ben Tara   | S     | 3 agosto 1996     | Tunisia              |
| 11 | Vladimir Nikolov  | S/O   | 3 ottobre 1977    | Bulgaria             |
| 15 | Ryan Utia         | S     | 3 giugno 1994     | Francia              |
| 17 | Vladislav Ivanov  | L     | 14 marzo 1987     | Bulgaria             |
| 18 | Toky Rajoharivelo | L     | 14 maggio 1997    | Francia              |
| 19 | Kyril Dimitrov    | C     | 11 maggio 1994    | Francia              |
| 20 | Hubert Jeanjean   | P     | 17 marzo 1995     | Francia              |